# Gabriella Gonzaga
Gabriella Gonzaga (XV secolo – XV secolo) è stata una nobildonna italiana.

## Biografia
Fu la figlia naturale di Ludovico II Gonzaga, II marchese di Mantova.
Si oppose nel 1472 al matrimonio dell'undicenne figlia Costanza con il dispotico Girolamo Riario, figlio di Paolo Riario e di Bianca della Rovere, sorella di papa Sisto IV in quanto pretendeva che la consumazione del matrimonio avvenisse solo al compimento dell'età legale della figlia. Il Riario sposò nel gennaio 1473 Caterina Sforza, figlia illegittima di Galeazzo Maria Sforza, duca di Milano.

## Discendenza
Gabriella sposò in prime nozze Giberto da Correggio e in seconde nozze Corrado da Fogliano (1420?-1470), marchese di Vighizzolo e uomo d'armi, dal quale ebbe due figli:
- Costanza (1461-?)
- Lodovico (?-1510), marchese di Vighizzolo e di Valmozzola

## Ascendenza
|                       |   |                        | Genitori              |  |  | Nonni |  |  | Bisnonni            |  |  | Trisnonni           |  |
|                       |   |                        |                       |  |  |       |  |  | Francesco I Gonzaga |  |  | Ludovico II Gonzaga |  |
|                       |   |                        |                       |  |  |       |  |  | Francesco I Gonzaga |  |  | Ludovico II Gonzaga |  |
|                       |   | Alda d'Este            |                       |  |  |       |  |  | Francesco I Gonzaga |  |  |                     |  |
| Gianfrancesco Gonzaga |   |                        |                       |  |  |       |  |  | Francesco I Gonzaga |  |  |                     |  |
|                       |   | Margherita Malatesta   | Galeotto I Malatesta  |  |  |       |  |  |                     |  |  |                     |  |
|                       |   | Margherita Malatesta   | Galeotto I Malatesta  |  |  |       |  |  |                     |  |  |                     |  |
|                       |   | Margherita Malatesta   | Gentile da Varano     |  |  |       |  |  |                     |  |  |                     |  |
| Ludovico II Gonzaga   |   | Margherita Malatesta   |                       |  |  |       |  |  |                     |  |  |                     |  |
|                       |   | Malatesta IV Malatesta | Pandolfo II Malatesta |  |  |       |  |  |                     |  |  |                     |  |
|                       |   | Malatesta IV Malatesta | Pandolfo II Malatesta |  |  |       |  |  |                     |  |  |                     |  |
|                       |   | Malatesta IV Malatesta | Paola Orsini          |  |  |       |  |  |                     |  |  |                     |  |
| Paola Malatesta       |   | Malatesta IV Malatesta |                       |  |  |       |  |  |                     |  |  |                     |  |
|                       |   | Elisabetta da Varano   | Rodolfo II Da Varano  |  |  |       |  |  |                     |  |  |                     |  |
|                       |   | Elisabetta da Varano   | Rodolfo II Da Varano  |  |  |       |  |  |                     |  |  |                     |  |
|                       |   | Elisabetta da Varano   | Camilla Chiavelli     |  |  |       |  |  |                     |  |  |                     |  |
| Gabriella Gonzaga     |   | Elisabetta da Varano   |                       |  |  |       |  |  |                     |  |  |                     |  |
|                       | … | …                      |                       |  |  |       |  |  |                     |  |  |                     |  |
|                       | … | …                      |                       |  |  |       |  |  |                     |  |  |                     |  |
|                       | … | …                      |                       |  |  |       |  |  |                     |  |  |                     |  |
| …                     | … |                        |                       |  |  |       |  |  |                     |  |  |                     |  |
|                       |   | …                      | …                     |  |  |       |  |  |                     |  |  |                     |  |
|                       |   | …                      | …                     |  |  |       |  |  |                     |  |  |                     |  |
|                       |   | …                      | …                     |  |  |       |  |  |                     |  |  |                     |  |
| …                     |   | …                      |                       |  |  |       |  |  |                     |  |  |                     |  |
|                       |   | …                      | …                     |  |  |       |  |  |                     |  |  |                     |  |
|                       |   | …                      | …                     |  |  |       |  |  |                     |  |  |                     |  |
|                       |   | …                      | …                     |  |  |       |  |  |                     |  |  |                     |  |
| …                     |   | …                      |                       |  |  |       |  |  |                     |  |  |                     |  |
|                       |   | …                      | …                     |  |  |       |  |  |                     |  |  |                     |  |
|                       |   | …                      | …                     |  |  |       |  |  |                     |  |  |                     |  |
|                       |   | …                      | …                     |  |  |       |  |  |                     |  |  |                     |  |
|                       |   | …                      |                       |  |  |       |  |  |                     |  |  |                     |  |